# CTD (Automarke)
CTD war eine portugiesische Automarke.

## Geschichte
Der Journalist José Calema gründete 1989 in Viseu das Unternehmen Parque Industrial de Coimbroes und begann mit der Produktion von Automobilen. 1990 endete die Produktion.

## Modelle
Das einzige Modell Andarilho, zu deutsch Landstreicher, war ein Kleinstwagen, insbesondere für Körperbehinderte konzipiert. Für den Antrieb sorgte ein Einzylindermotor. Beim Prototyp war dies ein Motor von Zündapp mit 1,8 PS Leistung. Das Fahrgestell war aus GFK und wog nur 14 kg. Die Karosserie war ebenfalls aus GFK.